# Kuus
Kuus med varianten Kuuse är ett svenskt och estniskt efternamn. 2017 fanns 15 personer med efternamnet Kuus i Sverige och 12 personer med efternamnet Kuuse.